# 5570 Kirsan
Az 5570 Kirsan (ideiglenes jelöléssel 1976 GM7) egy kisbolygó a Naprendszerben. Nyikolaj Sztyepanovics Csernih fedezte fel 1976. április 4-én.